# 安氏岩頭長頜魚
安氏岩頭長頜魚，為輻鰭魚綱骨舌魚目象鼻魚科的其中一種，分布於非洲奈及利亞的沿岸河流流域，體長可達14.1公分。